# 츠지 아유미
츠지 아유미(일본어: 辻 あゆみ 쓰지 아유미[*], 1984년 6월 18일 ~ )는 일본의 성우이다.

## 개요
- 고교졸업후 도쿄도로 와 현재 소속사가 되는 프로핏의 성우양성소에 1기로 입학, 재학 중 극상학생회의 카츠라 미나모 역으로 출연하여 주목을 받는다.
- 스스로 의존증이 있다고 말할 정도로 컴퓨터와 인터넷을 즐기는 편.
- 고향인 아이치현에는 자신이 출연한 애니메이션이 방송되지 않는 경우가 많다는 불만을 토로. 실제로 아이치현에서는 BS와 같은 위성방송 혹은 인터넷 방송이 아니면 볼 수 없는 경우가 많다.

## 소속사
- Pro☆Fit (2005~2011.3.31)
- 프리랜서 (2011.4.1~2012.8.31)
- 마우스 프로모션 (2012.9.1~현재)

## 출연 작품

### TV 애니메이션
2005년
- 극상학생회 (카츠라 미나모)

2006년
- 토나그라! (이소카와 니나)
- 레드 가든 (로즈 시디)

2007년
- 비너스 버서스 바이러스 (라이라)
- 스카이 걸즈 (엘리제 폰 디트리히)
- 포테마요 (구츄코)

2008년
- 카오스;헤드 (오리하라 코즈에)

2009년
- 아라드 전기 슬랩업 파티 (익시아 준)

2013년
- 내 뇌속의 선택지가 학원 러브 코미디를 전력으로 방해하고 있다 (유오지 오우카)

### 게임
- 극상학생회 (카츠라 미나모)
- 마비노x스타일 (미즈키 J. 오오카미)
- 메이플스토리 (제논 (女))[1]
- 카오스;헤드 (오리하라 코즈에)
- 카오스;헤드 노아 (오리하라 코즈에)
- Project Witch (마르)
- 하얀고양이 프로젝트 (린푸이 파타리)

### 라디오
- 카나와 아유미의 마요라지(인터넷 라디오, 하나자와 카나와 공동진행) : 2007년 6월 ~ 2008년 3월
- 라디오 닷아이 츠지 아유미의 모험의 서(인터넷 라디오, 분카방송) : 2007년 10월 ~ 12월
- 아유미·카나·마리야의 라디오PW(인터넷 라디오, 하나자와 카나, 이세 마리야와 공동진행) : 2009년 5월 ~ 7월
- 아라드 전기 슬랩업 파티 웹라디오 아유미의 슬랩업 라디오(인터넷 라디오) : 2009년 5월 ~